# Bossée
Bossée är en kommun i departementet Indre-et-Loire i regionen Centre-Val de Loire i de centrala delarna av Frankrike. Kommunen ligger i kantonen Ligueil som tillhör arrondissementet Loches. År 2022 hade Bossée 325 invånare.

## Befolkningsutveckling
Antalet invånare i kommunen Bossée
Referens:INSEE